# Saison 1969 de la Ligue canadienne de football
Chronologie
Saison précédente Saison suivante
1969 est la 12e saison de la Ligue canadienne de football et la 86e saison depuis la fondation de la Canadian Rugby Football Union en 1884.

## Événements
La LCF adopte un nouveau logo pour remplacer celui utilisé depuis la création de la ligue en 1958. Il consiste en la silhouette d'un casque sur lequel est posée une feuille d'érable rouge avec les lettres CFL en blanc. Une version française avec les lettres LCF a aussi été utilisée. 

## Classements
| Clt   | Équipe                 | PJ | V  | D  | N | BP  | BC  | Pts |
| ----- | ---------------------- | -- | -- | -- | - | --- | --- | --- |
| +001, | Rough Riders d'Ottawa  | 14 | 11 | 3  | 0 | 399 | 298 | 22  |
| +002, | Argonauts de Toronto   | 14 | 10 | 4  | 0 | 406 | 280 | 20  |
| +003, | Tiger-Cats de Hamilton | 14 | 8  | 5  | 1 | 307 | 315 | 17  |
| +004, | Alouettes de Montréal  | 14 | 2  | 10 | 2 | 304 | 395 | 6   |

| Clt   | Équipe                           | PJ | V  | D  | N | BP  | BC  | Pts |
| ----- | -------------------------------- | -- | -- | -- | - | --- | --- | --- |
| +001, | Roughriders de la Saskatchewan   | 16 | 13 | 3  | 0 | 392 | 261 | 26  |
| +002, | Stampeders de Calgary            | 16 | 9  | 7  | 0 | 327 | 314 | 18  |
| +003, | Lions de la Colombie-Britannique | 16 | 5  | 11 | 0 | 235 | 335 | 10  |
| +004, | Eskimos d'Edmonton               | 16 | 5  | 11 | 0 | 241 | 246 | 10  |
| +005, | Blue Bombers de Winnipeg         | 16 | 3  | 12 | 1 | 192 | 359 | 7   |

## Séries éliminatoires

### Demi-finale de la Conférence de l'Ouest
- 8 novembre : Lions de la Colombie-Britannique 21 - Stampeders de Calgary 35

### Finale de la Conférence de l'Ouest
- 15 novembre : Stampeders de Calgary 11 - Roughriders de la Saskatchewan 17
- 19 novembre : Roughriders de la Saskatchewan 36 - Stampeders de Calgary 13

La Saskatchewan gagne la série au meilleur de trois matchs 2 à 0 et passe au match de la coupe Grey.

### Demi-finale de la Conférence de l'Est
- 9 novembre : Tiger-Cats de Hamilton 9 - Argonauts de Toronto 15

### Finale de la Conférence de l'Est
- 16 novembre : Rough Riders d'Ottawa 14 - Argonauts de Toronto 22
- 22 novembre : Argonauts de Toronto 3 - Rough Riders d'Ottawa 32

Ottawa remporte la série 46 à 25 et passe au match de la coupe Grey.

### 57ecoupe Grey
- 30 novembre : Les Rough Riders d'Ottawa gagnent 29-11 contre les Roughriders de la Saskatchewan à l'Autostade à Montréal (Québec).

## Honneurs individuels
- Trophée Schenley du meilleur joueur : Russ Jackson (en) (QA), Rough Riders d'Ottawa
- Trophée Schenley du meilleur joueur de ligne : John LaGrone (en) (PD), Eskimos d'Edmonton
- Trophée Schenley du meilleur Canadien : Russ Jackson (en) (QA), Rough Riders d'Ottawa
- Trophée Jeff-Russel (courage, habileté, jeu propre et esprit sportif dans la Conférence de l'Est) : Russ Jackson (QA), Rough Riders d'Ottawa